# Camillo Gavasetti
Camillo Gavasetti, talvolta scritto anche Gavassetti (Modena, 16 marzo 1596 – Reggio Emilia, 14 marzo 1630), è stato un pittore italiano del primo Seicento.

## Biografia
Camillo nacque a Modena da Stefano, doratore e decoratore della casa ducale di Modena, e da Isabetta Buosi. Probabilmente il suo primo apprendistato fu all'interno della bottega paterna per poi passare in una data imprecisata al servizio di un pittore locale non ancora identificato. Solo in un secondo momento dovette entrare nella bottega parmense di Bartolomeo Schedoni, artista anch'esso modenese: si notano infatti tangenze con lo stile del maestro nelle primissime opere che sono attualmente conosciute di Gavasetti: Sante Lucia e Agata della collezione Miano, la Giustizia che si conserva nel Palazzo Comunale di Modena e l'Incoronazione della Vergine con tutti i santi di Cavazzoli. 
La sua attività proseguì poi sempre nel Ducato Estense e qui ottenne importanti commissioni come è testimoniato dalle pale di Fiumalbo (di cui si conserva l'unico disegno attualmente noto dell'artista), Salvarano (RE), Cella di Reggio Emilia, la Madonna col Bambino San Giovannino tra San Carlo Borromeo e Santa Francesca Romana del Palazzo Vescovile di Reggio Emilia e la monumentale pala di San Pietro e Prospero a Reggio Emilia raffigurante il Martirio di Santa Giulia. 
A causa di problemi con la giustizia dovuti al cruento omicidio di Alfonso Sadoletti fu costretto, come il padre implicato nella congiura contro il notaio reggiano Oddone Marescotti, a cercare riparo nel territorio Parmense. Di questo suo soggiorno non abbiamo notizie e ritroviamo tra il 1623 e 1624 a Cremona dove realizzò per la famiglia dei Campori, il cui più importante esponente era vescovo della città, la decollazione del Battista per la chiesa di San Luca. L'anno successivo realizzò tutta la decorazione della Cappella di San Girolamo in San Sigismondo, sempre a Cremona. 
Giunto a Piacenza nel 1625 grazie alla raccomandazione di Odoardo Farnese ottenne la decorazione del presbiterio della Basilica di Sant'Antonino e realizzò diverse opere per la famiglia ducale tra le quali si possono ricordare i perduti affreschi del Palazzo del Giardino di Parma e la tela raffigurante San Matteo e l'Angelo del Palazzo Reale di Napoli.
Ma uno dei più grandi capolavori di Gavasetti è il Ciclo della Passione di Cristo diviso tra Palazzo Abatellis di Palermo e i Musei di Capodimonte e Napoli a cui si aggiunge la truculenta Strage degli Innocenti di Palazzo Farnese a Piacenza. 
Finì la sua carriera a Reggio Emilia lasciando, tra il 1629 e il 1630, la sontuosa decorazione della cupola della cappella Pagani nel Tempio della Beata Vergine della Ghiara di Reggio Emilia.
A differenza di quello che si pensava fino a poco tempo fa, la sua morte non fu dovuta alla tragica pandemia di peste che si abbatté nel 1630 sull'Italia del Nord, ma il 14 marzo 1630, come testimoniano gli atti di un verbale che si conserva nell'Archivio di Stato di Modena, fu vittima di un agguato perpetrato dalla famiglia Cervellini. Va infatti ricordato che all'inizio del 1622 Gavasetti aveva tentato di uccidere un membro di questa casata poiché invaghitosi di sua moglie Angela Sadoletti.

## Opere
- Decorazione della Chiesa del Paradisino (Modena), 1613 circa.
- Madonna con Bambino e Santi, Cella di Reggio Emilia, Oratorio della Madonna della Neve, 1620 circa.
- Scena di Miracolo con Santo Domenicano, Bosco Marengo (AL), Chiesa di Santa Croce, 1625 circa.
- Ritratto del Poeta Gabriel Corvi, Bobbio, Collezione Privata, 1625.
- Armida e Rinaldo, Piacenza, Collezione Montanari-Tagliaferri, 1625 circa.
- Battesimo di Cristo, Chiavenna Landi (PC), Chiesa di Santa Maria Nascente, 1626 circa.
- Strage degli Innocenti, Piacenza, Musei Civici di Palazzo Farnese, 1626.
- Decorazione della volta del presbiterio della chiesa di Sant'Antonino (Piacenza), 1626-1628.
- Autoritratto, Scandiano, Collezione Privata, 1629.
- Madonna con Bambino e San Giovannino, Piacenza, Collezione Montanari-Tagliaferri, 1629 circa.
- Affreschi cappella Pagani, Reggio Emilia, 1629-1630.
- Trasfigurazione, Reggio Emilia, Santi Pietro e Prospero, 1630.